# Kolijiwschtschyna-Aufstand

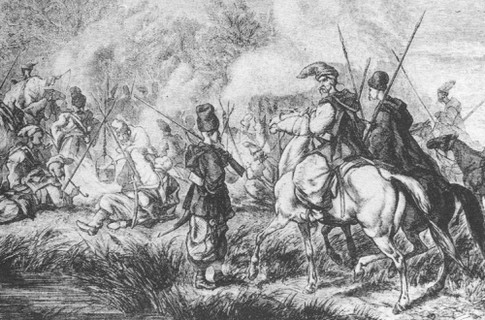
Juliusz Kossak: Hajdamaken-Lager (vor 1899)

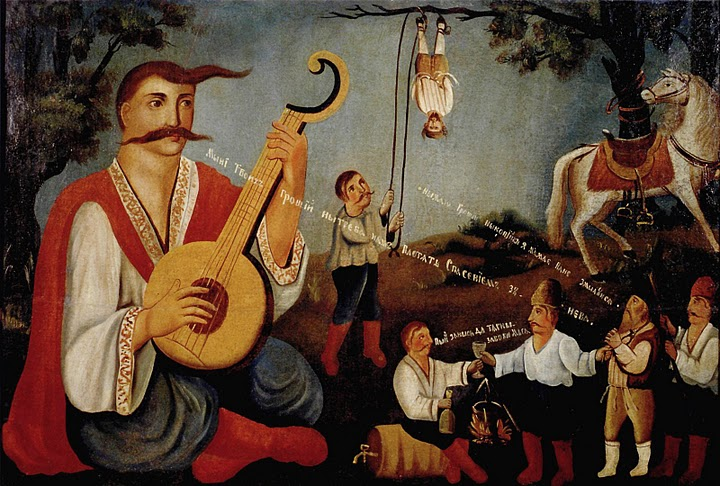
Kosak Mamaj mit Hajdamaken, die einen Juden an den Fersen aufhängen

Der Kolijiwschtschyna-Aufstand (ukrainisch Коліївщина) im Jahr 1768 war der letzte Hajdamaken-Aufstand.

## Ursache
Der Aufstand der Hajdamaken, einer Gruppe ukrainischer Bauern und Kosaken in der rechtsufrigen Ukraine, richtete sich gegen die polnische Feudalherrschaft der Szlachta in der Woiwodschaft Bracław und war eine Reaktion auf die Konföderation von Bar. Die von den orthodoxen Klöstern der Region ausgehende antikatholische Propaganda war ein weiterer Faktor für die Ausbreitung des Aufstandes.

## Verlauf
Geleitet wurde der Aufstand von dem Saporoger Kosaken Maksym Salisnjak, der im Waldgebiet von Cholodnyj Jar eine Rebellengruppe Saporoger Kosaken aufstellte und bis Ende Mai 1768 unter anderem die Städte Tscherkassy, Smila, Korsun, Kaniw, Bohuslaw, Swenyhorodka und Lyssjanka unter seine Kontrolle brachte.
Der Kosake Iwan Gonta, der eine Kosakeneinheit des Woiwoden der Woiwodschaft Kiew Franciszek Salezy Potocki befehligte, sollte die Aufständischen vor Uman bekämpfen, lief aber stattdessen mit seiner Einheit zu den Aufständischen über. Höhepunkt des Aufstandes war die Besetzung des rechtsufrigen Handelszentrum Uman am 20. und 21. Juni 1768 und dem Massaker von Uman an Polen und Juden.
Nach der Einnahme von Uman erklärte sich Salisnjak zum neuen Hetman eines wiedergestellten Hetmanats.
Unterdrückt wurde der Aufstand auf Anordnung der russischen Kaiserin Katharina II., die befürchtete, der Aufstand könne auf die unter ihrer Verwaltung stehende Linksufrige Ukraine übergreifen. Sie beauftragte ihren General Michail Kretschetnikow (russisch Михаил Никитич Кречетников) die Rebellion zu unterdrücken. Dieser beorderte ein Regiment Donkosaken nach Uman. Der Führer der Donkosaken ließ die Rebellen glauben, er sei ihr Verbündeter und lud diese am 8. Juli 1768 zu einem Bankett ein, bei dem er die Hajdamaken, darunter auch Maksym Salisnjak und Iwan Gonta, gefangen nehmen ließ. Anschließend wurden die Aufständischen abgeurteilt.

## Nachwirkung
In der Ukraine entstanden zahlreiche Volkslieder und Legenden zu dem Thema. Taras Schewtschenkos Werk Die Hajdamaken von 1841 handelt von dem Kolijiwschtschyna-Aufstand der Hajdamaken.